# Disma Fumagalli
Disma Fumagalli (ur. 8 września 1826 w Inzago, zm. 9 marca 1893 w Mediolanie) – włoski kompozytor i pianista.

## Życiorys
Pochodził z rodziny muzyków, był bratem pianistów Adolfa, Polibia i Luci. Ukończył konserwatorium w Mediolanie, gdzie następnie od 1857 roku wykładał grę fortepianową. Skomponował  Grande Concerto As-dur na fortepian i orkiestrę, a także przeszło 250 utworów na fortepian. Jego twórczość utrzymana jest w stylu brillant.